# ビッグ (馬主)
有限会社ビッグは、日本中央競馬会（JRA）に登録されている法人馬主。
勝負服の柄は、桃、白縦縞、袖白三本輪。冠名には会社名より「ビッグ」を用いるが、冠名を持たない馬も存在する。

## 経歴
- 1994年 - ホクセイアンバーが小倉記念を制し、重賞初制覇。
- 2003年 - ビッグウルフがジャパンダートダービーを制し、GI級競走初制覇。
- 2006年 - 所有馬の多くを他の馬主に譲渡し、馬主としての規模を縮小。

## 主な所有馬

### GI級競走優勝馬
- ビッグウルフ（2003年ジャパンダートダービー、兵庫チャンピオンシップ、名古屋優駿、ダービーグランプリ3着、2004年帝王賞3着、マイルチャンピオンシップ南部杯2着）[注 1][3]
- ビッグテースト（2003年中山グランドジャンプ）

### 重賞競走優勝馬
- ホクセイアンバー（1994年小倉記念）
- ビッグショウリ（1995年マイラーズカップ）[注 2][4]
- ビッグバイアモン（1996年ラジオたんぱ賞）
- ビッグサンデー（1997年スプリングステークス、1998年マイラーズカップ、東京新聞杯、マイルチャンピオンシップ2着）
- ビッグバイキング（1999年京都4歳特別）
- ビッグゴールド（2002年中山金杯、2005年天皇賞・春2着）[注 3][5]
- ビッグプラネット（2005年アーリントンカップ、2006年京都金杯）[注 4][6]

### その他の所有馬
- ビッグシンボル（1997年万葉ステークス、阪神大賞典2着、ダイヤモンドステークス2着）
- ドラゴンライト（1999年京成杯オータムハンデキャップ2着、京阪杯2着、 2000年ニューイヤーステークス）
- ビッグコング（2003年若葉ステークス2着[注 5]）
- ビッグハッピー（パワーストラグルの母）
- ビッググラス[注 6][7]

なお、ビッグファイト（1990年京成杯3歳Sなど）、ビッグウィーク（2010年菊花賞）、ビッグロマンス（2010年全日本2歳優駿）、ビッグアーサー（2016年スプリンターズSなど）はいずれも有限会社ビッグとは無関係で、馬主もそれぞれ異なる。